# Samuel Wesley
Samuel Wesley, född den 24 februari 1766 i Bristol, död den 11 oktober 1837, var en brittisk organist och kompositör. Han var son till Charles Wesley och far till Samuel Sebastian Wesley, med vilken han inte skall förväxlas. Han har av vissa kallats den engelske Mozart.

## Fotnoter
1. 1 2  Encyclopædia Britannica, Encyclopædia Britannica Online-ID: biography/Samuel-Wesleytopic/Britannica-Online, läst: 9 oktober 2017.[källa från Wikidata]
2. 1 2  SNAC, SNAC Ark-ID: w6np2dvj, läs online, läst: 9 oktober 2017.[källa från Wikidata]
3. 1 2  Find a Grave, Find A Grave-ID: 12483, läs online, läst: 9 oktober 2017.[källa från Wikidata]
4. ↑  Find a Grave, läs online.[källa från Wikidata]
5. ↑  Gemeinsame Normdatei, läst: 24 juni 2015.[källa från Wikidata]